# Oceans
Oceans株式会社（オーシャンズ、Oceans inc.）は、かつてインターネット上のデジタルコンテンツの企画、制作、販売を手掛けていた日本の企業。

## 概要
サイバードの創業者であり、2016年にサイバードの社長を退任した堀主知ロバートにより、2016年8月に設立。デジタルコンテンツの企画や制作の他にも、ファンがアスリートと交流できるSNSサービスである「KIZUNA」（絆）の運営を行っていた。
「KIZUNA」は、アスリートがスマートフォンにアプリをダウンロードして登録すると、「ファンルーム」というファンとの交流ページが無料で用意され、アスリート自身が試合日程や練習状況を報告するほか、ファンとのコミュニケーションも行えるツールであった。2021年7月からはYouTubeにて、「KIZUNA『新規上場社長の大志』」という番組をスタートし、1年以内に株式上場した経営者を招いてトークを行う番組を配信していた。
しかし、サービス利用者は伸びず、収益が上がらないなど厳しい経営が続いていた。堀が社長を務めていたパスは、株式交換による完全子会社化も視野に入れていた。パスは2021年6月18日に、「令和キャピタル有限責任事業組合による委任状勧誘に関する当社認識のご説明」において、パスの株主である令和キャピタル有限責任事業組合が「Oceansは債務超過に陥っており、3期連続で赤字である」ことを指摘した事を公表した。これが引き金となり、堀などパス経営陣と令和キャピタル有限責任事業組合との関係は悪化していった。令和キャピタル有限責任事業組合は、パスの完全子会社化には反対していた他、同年6月30日に開催された株主総会において、堀など6人の取締役を解任した上で、令和キャピタル有限責任事業組合が選任した5人の取締役を選出する修正動議を提出した。
堀は2021年6月30日付でパスの代表取締役社長を辞任。Oceansに関しても動向が注目されていたが、Oceansは同年9月8日に東京地方裁判所から破産手続開始決定を受けた。